# 28 Aquilae
Désignations
28 Aquilae (en abrégé 28 Aql) est une étoile variable de type Delta Scuti de la constellation de l'Aigle, située à ∼ 340 a.l. (∼ 104 pc) de la Terre. Elle porte également la désignation de Bayer de A Aquilae ainsi que la désignation d'étoile variable de V1208 Aquilae, 28 Aquilae étant sa désignation de Flamsteed.